# Marihat Dolok (Dolok Panribuan)
Marihat Dolok is een bestuurslaag in het regentschap Simalungun van de provincie Noord-Sumatra, Indonesië. Marihat Dolok telt 1107 inwoners (volkstelling 2010).